# Université de Pennsylvanie
Pour les articles homonymes, voir Penn.
L'université de Pennsylvanie (en anglais, University of Pennsylvania, souvent abrégée en Penn ou UPenn) est une université privée américaine dont le siège est à Philadelphie. Fondée en 1740, elle est l'un des plus anciens établissements d’enseignement supérieur aux États-Unis. Elle fait partie de la Ivy League, association regroupant les huit universités les plus anciennes et les plus célèbres des États-Unis. C'est en particulier là-bas qu'a été créé l'ENIAC, le premier ordinateur. L'université de Pennsylvanie est réputée pour être l'une des plus sélectives du pays. Elle est l'une des universités fondatrices de l'Association des universités américaines. Depuis sa création, 38 lauréats du prix Nobel, 16 lauréats du prix Pulitzer, deux présidents américains, 14 chefs d'État, 64 milliardaires, 33 boursiers Rhodes et 21 boursiers Marshall sont sortis de ses rangs. Les deux chercheurs à l'origine des vaccins à ARN, Katalin Karikó et Drew Weissman, lauréats du prix Nobel de physiologie ou médecine en 2023, travaillent à l'université de Pennsylvanie.

## Histoire

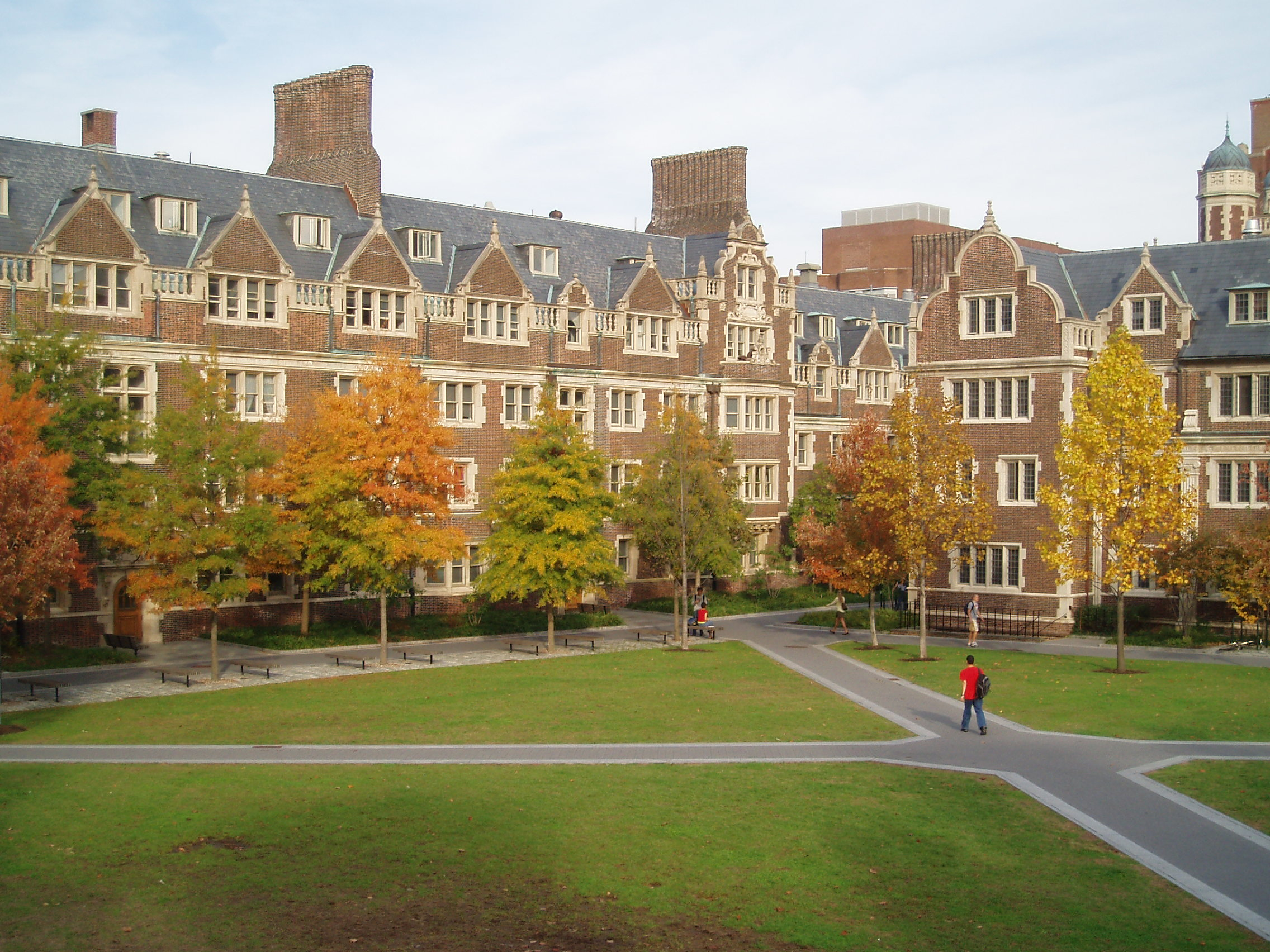
The Quad.

Cette université fut créée par Benjamin Franklin en 1740. L'institution est connue sous le nom de College of Philadelphia de 1755 à 1779. En 1791, cette première institution fusionna avec la University of the State of Pennsylvania et devint la University of Pennsylvania.
Après avoir été située dans le centre-ville de Philadelphie, l'université déménagea en 1872 à l'ouest de la rivière Schuylkill dans un quartier aujourd'hui appelé University City.
En décembre 2023, Mary Elizabeth Magill démissionne de la présidence de l'université. Elle avait expliqué devant le Congrès des États-Unis, dans le contexte du mouvement étudiant contre la guerre à Gaza, que les appels de certains étudiants à « l'Intifada » (assimilés par une élue républicaine à un appel au « génocide des juifs ») pouvaient, « selon le contexte », porter atteinte au règlement de son université. Scott Bok, le président du conseil d'administration de l'établissement, déclare qu'en raison de ce « faux pas malheureux » « sa position n'était plus tenable ».

## Écoles

### Niveauundergraduate
L’université est composée de quatre écoles undergraduate :
- Le College of Arts and Sciences
- La School of Engineering and Applied Sciences (école d’ingénieur et de sciences appliquées)
- La School of Nursing (école d’infirmières)
- La Wharton School (école de business)

### Écolesgraduateet professionnelles
- Annenberg School for Communication
- Graduate School of Arts & Sciences
- Graduate School of Education
- Law School (école de droit)
- School of Dental Medicine (école dentaire)
- School of Design (anciennement Graduate School of Fine Arts)
- School of Engineering and Applied Science (école d'ingénieurs et de sciences appliquées)
- School of Medicine (école de médecine)
- School of Nursing (école d'infirmières)
- School of Social Policy & Practice
- School of Veterinary Medicine (école vétérinaire)
- Wharton School

## Campus

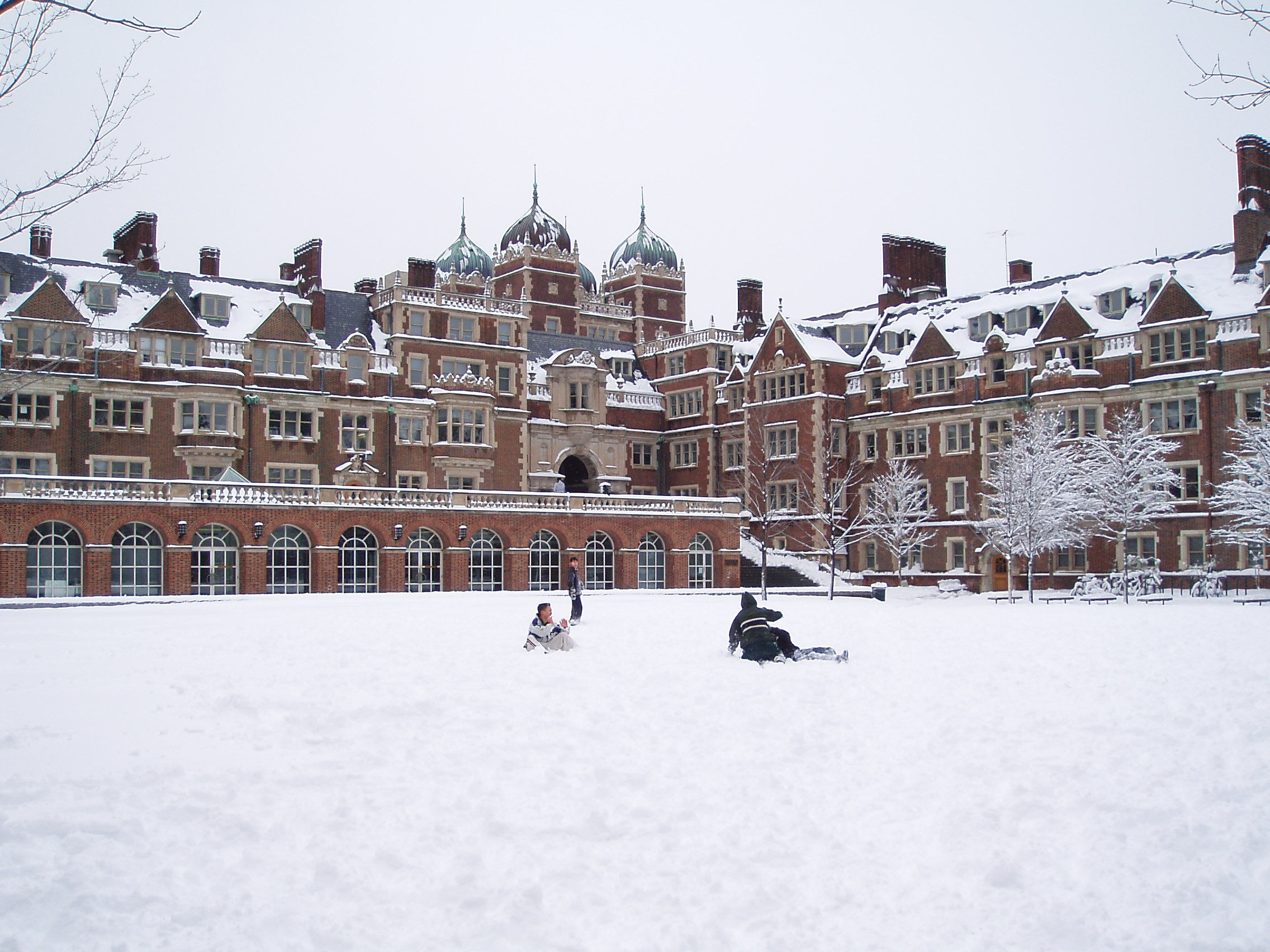
The Quad, l'une des résidences du campus, en hiver.

Situé à l'Ouest de la rivière Schuylkill, le campus s’étend de la 30e à la 40e rue, au sein du quartier de la Ville universitaire.
Le centre du campus est situé le long d'une promenade piétonnière appelée Locust Walk autour de laquelle se situent les différents bâtiments historiques du campus. Le style architectural général se rapproche de l'architecture gothique des universités d'Oxford et Cambridge.
Le campus est desservi par de nombreux moyens de transport en commun de la SEPTA dont la Market-Frankford Line (stations 30th Street, 34th Street et 40th Street) et la Subway Surface Line.

## Bibliothèques
L'université dispose de 15 bibliothèques. Les plus célèbres sont le Van Pelt Dietrich Library Center, dédié essentiellement aux sciences humaines et sociales et qui est de loin la plus grande bibliothèque du campus, et la Fisher Fine Arts Library reconnue pour son architecture remarquable et pour avoir servi de lieu de tournage pour l'une des scènes du film Philadelphia.

## Sports
Dans le domaine sportif, les Quakers de Penn défendent les couleurs de l'université de Pennsylvanie au sein de l'Ivy League et du championnat de la NCAA.
Le Franklin Field est le stade utilisé pour le football américain et pour d'autres sports. Il peut accueillir plus de 52 000 spectateurs.

## Photographies

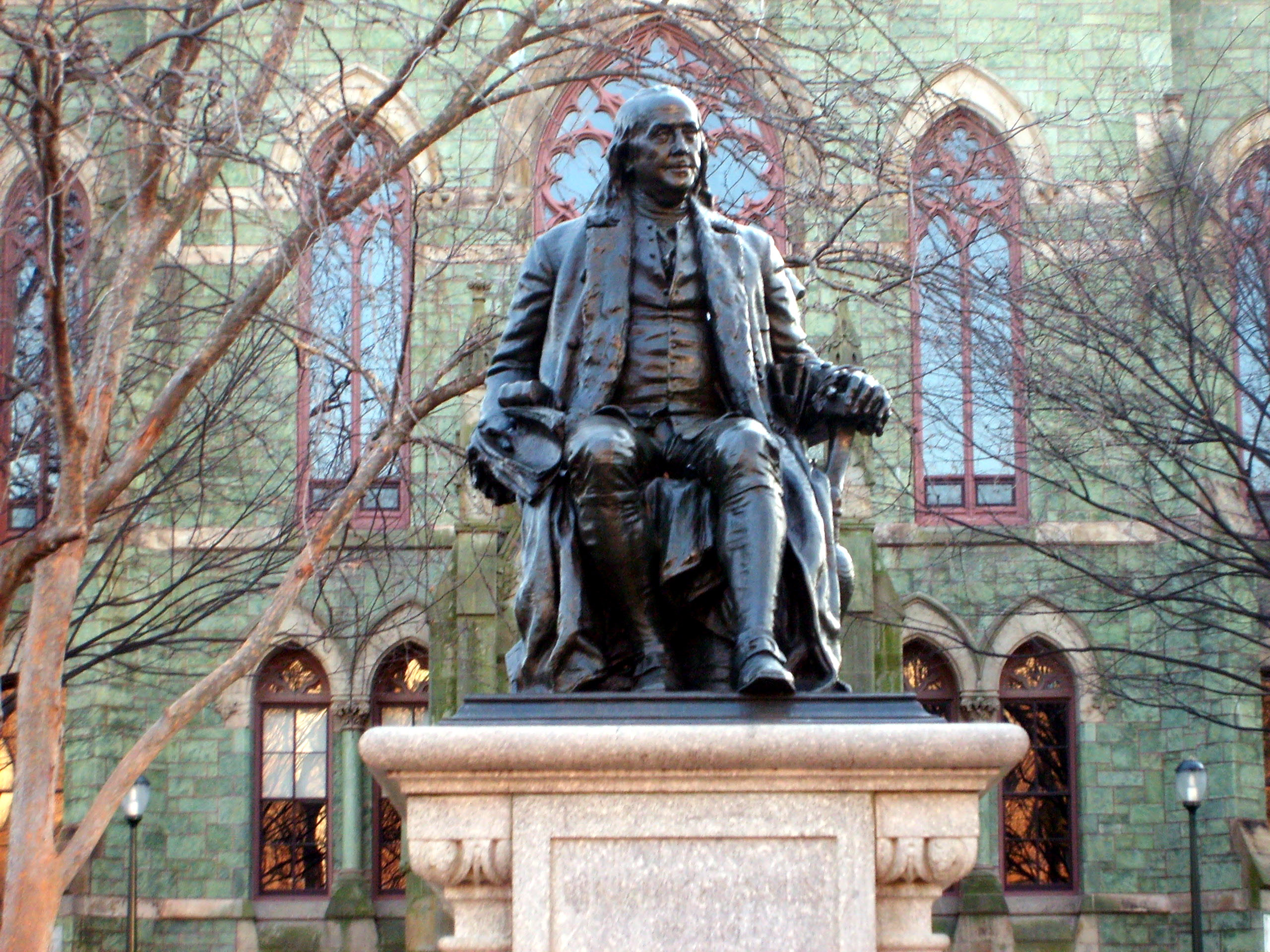
La statue de Benjamin Franklin devant le College Hall.
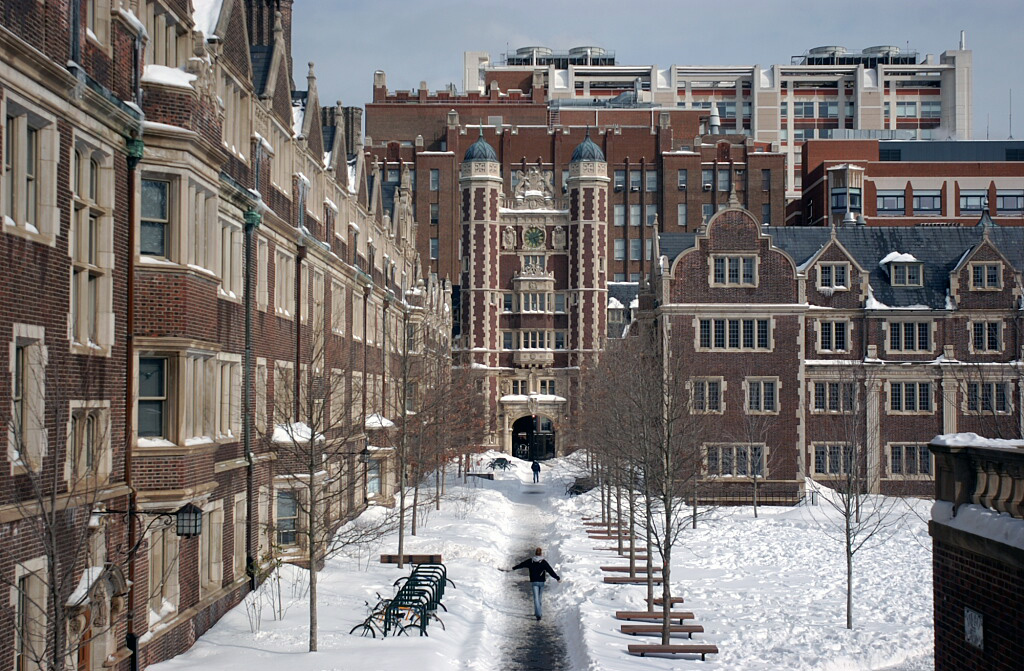
The Quad en hiver.
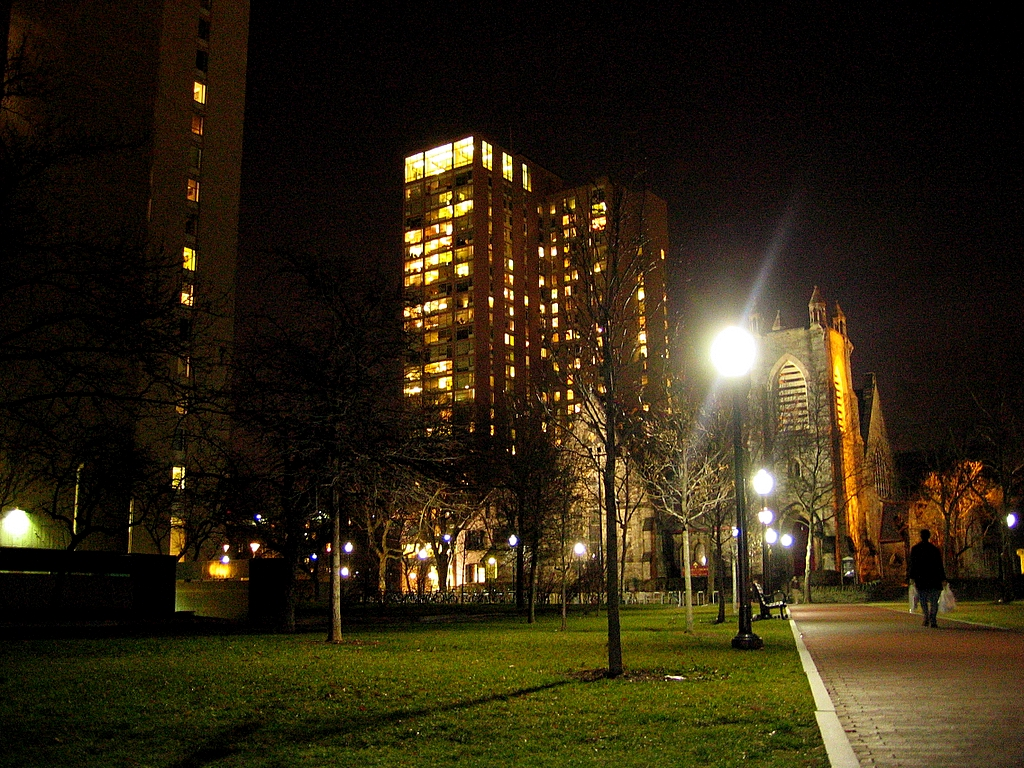
Les résidences high rises et l'église St Mary (au premier plan).

## Personnalités liées à l'université

### Professeurs
- Amy Gutmann, universitaire américaine, théoricienne et professeur de science politique.
- Houston A. Baker Jr., universitaire spécialiste de la culture afro-américain et théoricien du Black Arts Movement.
- Thomas Devaney, universitaire et poète.
- Nancy Dorian, linguiste et anthropologue.
- Kimberly D. Bowes, archéologue.
- Louis B. Flexner et Josefa Barba-Gosé Flexner, couple de spécialistes en neurosciences au Mahoney Institute[3].

### Étudiants

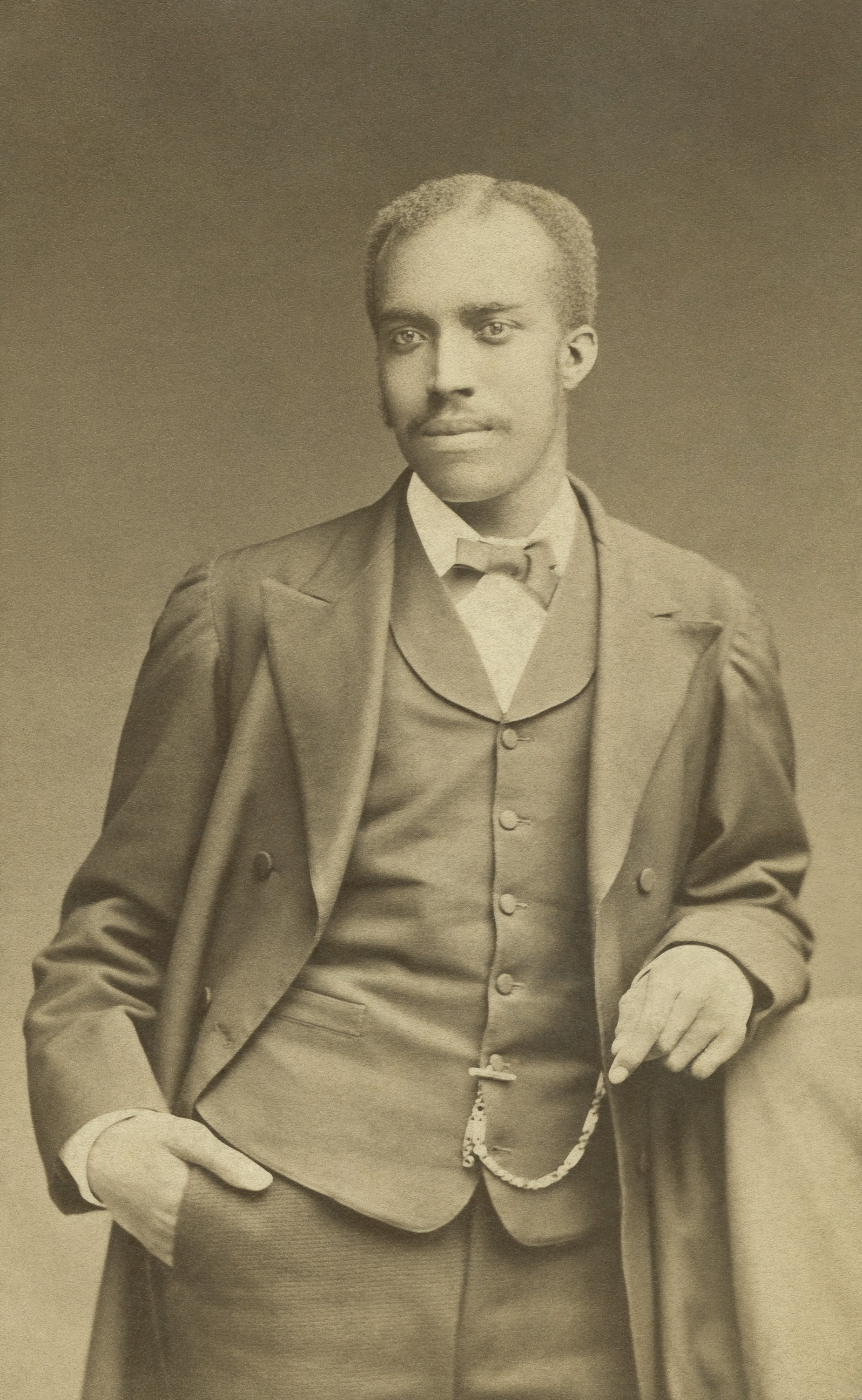
Nathan Francis Mossell, premier Noir à être diplômé de la faculté de médecine de l'université de Pennsylvanie en 1882.

#### Prix Nobel
- Christian B. Anfinsen (MS. 1939) : prix Nobel de chimie, 1972.
- Michael S. Brown (BS 1962, MD, 1966, Sc.D. honorifique 1986) : prix Nobel de médecine, 1985.
- Gerald Edelman (MD 1954, Sc.D. honorifique 1973) : prix Nobel de médecine, 1972.
- Stanley Prusiner (A.B. 1964, M.D. 1968) : prix Nobel de médecine en 1997 ; a découvert les prions (e.g. l'agent de transmission de la maladie de la vache folle).
- Ahmed Zewail (Ph.D. 1974, Sc.D. honorifique 1997) : prix Nobel de chimie, 1999.
- Lawrence Robert Klein : prix Nobel d'économie, 1980.

#### Personnalités du monde politique, universitaire, entrepreneurial ou artistique
- Elizabeth Alexander, poète, écrivaine, universitaire
- William Brennan (en), ancien juge de la Cour suprême des États-Unis.
- Warren Buffett, entrepreneur.
- Noam Chomsky, linguiste et philosophe.
- Erika Christakis, universitaire.
- Richard Clarke, expert en contre-terrorisme.
- Pridiyathorn Devakula, homme politique Thaïlandais.
- Ophelia Settle Egypt, sociologue et travailleuse sociale.
- Zenos Frudakis, sculpteur.
- Nikki Giovanni, poète, écrivaine, universitaire.
- Zane Grey, écrivain
- William Henry Harrison, éphémère 9e président des États-Unis.
- Jon Huntsman, Jr., ancien gouverneur de l'Utah et ancien ambassadeur des États-Unis en Chine.
- Ahmed bin Mohammed Al-Issa, ancien ministre de l'éducation saoudien.
- John Legend, musicien.
- James Mason, acteur.
- Elon Musk, entrepreneur.
- Rose Mutiso, scientifique kényane.
- Marilyn Nelson, poète et professeur d'université.
- Michael Nutter, maire de Philadelphie.
- Alassane Ouattara, président de la Côte d'Ivoire.
- Jeremy Rifkin, essayiste économique.
- Owen Roberts, ancien juge de la Cour suprême des États-Unis.
- José Julián Sidaoui, ancien ministre des Finances du Mexique et vice-gouverneur de la Banque du Mexique.
- Arlen Specter, sénateur.
- Ralph Teetor, entrepreneur et inventeur du régulateur de vitesse.
- Donald Trump, entrepreneur et président des États-Unis
- Ivanka Trump femme d'affaires, fille de Donald Trump
- C. K. Williams, poète, essayiste, universitaire
- Marjorie Margolies, journaliste, femme politique démocrate
- Lanying Lin ingénieure électricienne chinoise.
- Hafou Toure, entrepreneuse ivoirienne
- Chiau Wen-Yan, législateur et homme politique taïwanais.
- Fatima Chebchoub, actrice, écrivain, metteuse en scène, cinéaste, humoriste marocaine. Y a étudié.

## Distinctions
- En 2013, une équipe de l'université de Pennsylvanie a reçu le prix James Dyson Award pour Titan Arm[4],[5].